# Papilio polytes
Espèce
Papillo polytes ou Mormon commun ou Voilier Mormon est une espèce d'insectes lépidoptères qui appartient à la famille des Papilionidae, à la sous-famille des Papilioninae et au genre Papilio. Elle est très répandue en Asie. Ce machaon est connu pour les nombreuses formes de mimétisme employées par les femelles afin d’imiter les espèces du genre Atrophaneura, des espèces toxiques que les prédateurs ont appris à éviter.

## Dénomination
Papilio polytes a été décrit par Carl von Linné en 1758.
Synonymes : Papilio walkeri Janson, 1879; Menelaides polytes ; Page & Treadaway, 2003.
Le nom scientifique est construit à partir de la base latine du mot papillon, papilio et du mot grec signifiant nombreux, poly.

### Noms vernaculaires
Le Mormon commun se nomme  se nomme Common Mormon en anglais et Kleiner Mormon en allemand.
Le nom commun anglais, Common Mormon est une allusion à la polygamie pratiquée par les communautés mormones, allusion attribuée à Harish Gaonkar, du musée d'histoire naturelle de Londres.
… l’origine des noms communs anglais donnés aux organismes, surtout concernant les papillons tropicaux trouve sa source en Inde au milieu du XIXe siècle… L’appellation de Mormon évolua lentement. Je pense que le premier qui fut nommé fut le Mormon Commun (papilio polytes), car il possède trois femelles différentes, un fait uniquement observé dans les champs, en Inde. Le nom s’inspire évidemment des … communautés mormones d'Amérique, qui comme chacun le sait, pratiquent la polygamie.

### Sous-espèces

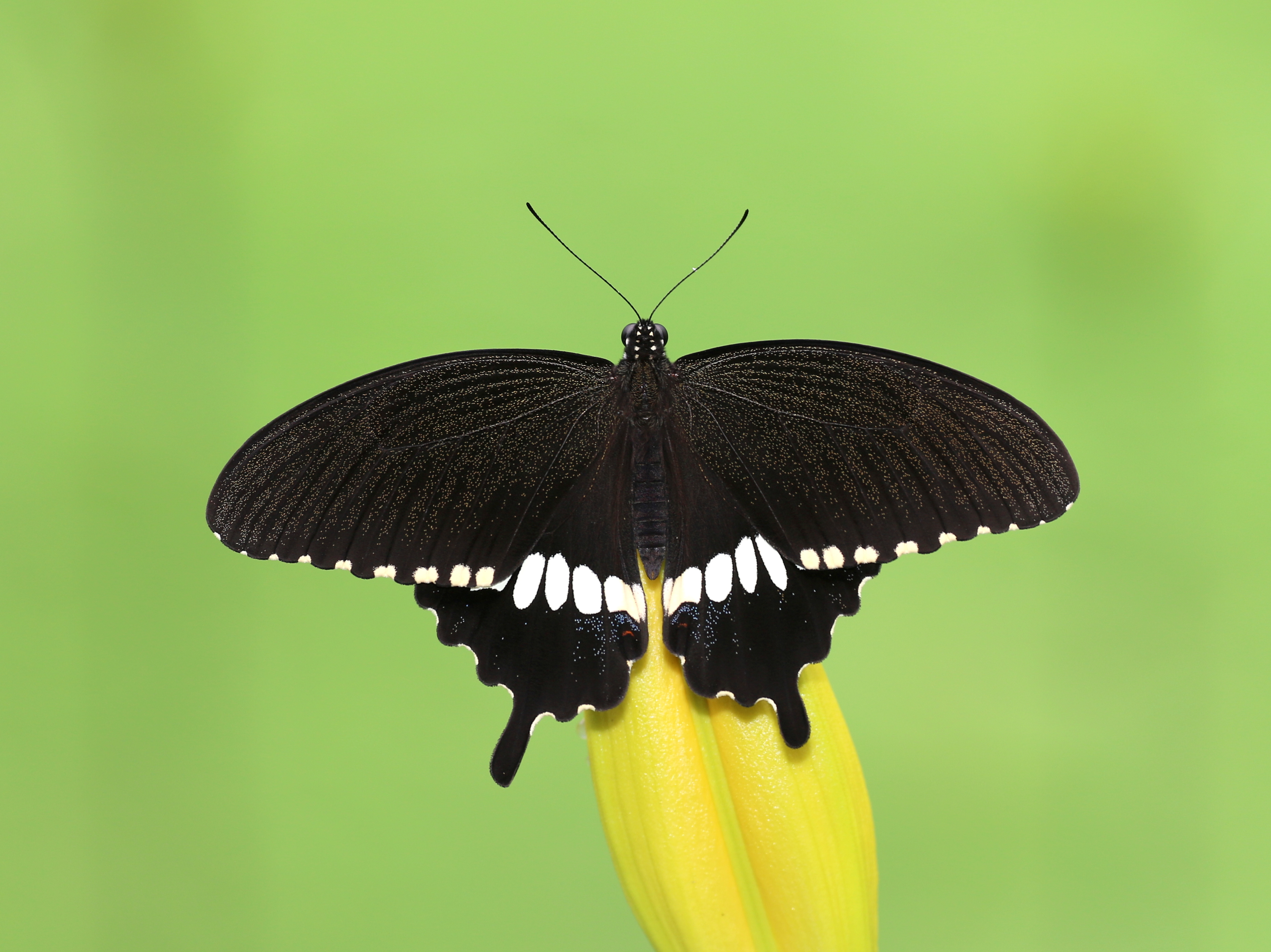
Un papilio polytes romulus mâle. Mai 2021.

- Papilio polytes polytes; présent en Birmanie, Thaïlande, Cambodge, Viet-Nam, en Chine et à Taïwan.
- Papilio polytes alcindor Oberthür, 1879 ; présent au Sulawesi.
- Papilio polytes alphenor Cramer, [1776]
- Papilio polytes javanus Felder, 1862 ; présent dans le sud de Sumatra et à Java.
- Papilio polytes ledebouria Eschscholtz, 1821 ; présent aux Philippines.
- Papilio polytes liujidongi Huang, 2003
- Papilio polytes mandane Rothschild, 1895 ; présent dans l'ouest de la Chine.
- Papilio polytes messius Fruhstorfer, 1909
- Papilio polytes nikobarus C. Felder, 1862
- Papilio polytes nicanor C. & R. Felder, 1865
- Papilio polytes pasikrates Fruhstorfer, 1908 ; présent aux Philippines et à Taïwan.
- Papilio polytes perversus Rothschild, 1895
- Papilio polytes polycritos Fruhstorfer, 1902
- Papilio polytes romulus Cramer, [1775] ; présent en Birmanie, en Inde et au Sri Lanka.
- Papilio polytes sotira Jordan, 1909
- Papilio polytes steffi (Page & Treadaway, 2003) ; présent aux Philippines.
- Papilio polytes stichioides Evans, 1927
- Papilio polytes theseus Cramer, [1777] ; présent à Sumatra et à Bornéo
- Papilio polytes timorensis C. & R. Felder, 1864
- Papilio polytes tucanus Jordan, 1909
- Papilio polytes vigellius Fruhstorfer, 1909

### Formes

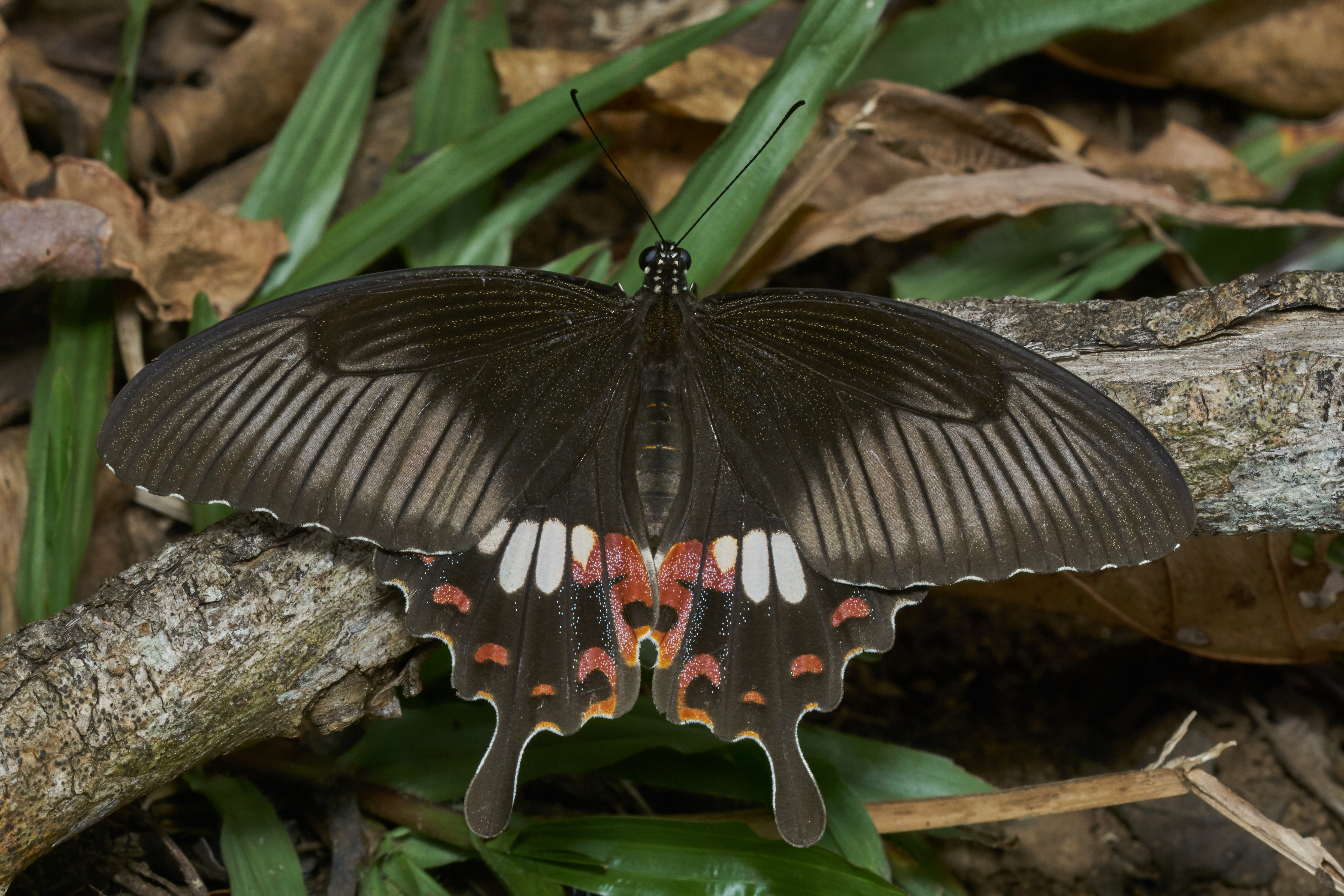
Femelle papilio polytes f. strichius imitant un atrophaneura, dans le parc national de Periyar, Inde.

Les femelles  

## Description

### Imago
Le Mormon commun est un grand papillon d'une envergure de 70 mm à 100 mm à corps noir, aux longues ailes antérieures à bord costal bossu, apex arrondi et bord externe légèrement concave, ailes postérieures à bord externe festonné avec à chaque aile une queue en massue ou non,.
Pour les mâles, le dessus est noir avec une ligne de taches blanches, marginale aux ailes antérieures, submarginale aux ailes postérieures.
Pour les femelles, il existe sous plusieurs formes : le dessous de l'aile antérieure est noire ; le dessus de l'aile postérieure noir avec une aire blanche et des taches rouges. Les femelles emploient le mimétisme batésien afin d’imiter les espèces du genre Atrophaneura, espèces toxiques que les prédateurs ont appris à éviter :
- Papilio polytes f. pammon qui mime Atrophaneura aristolochiae
- Papilio polytes f. strichius

Mormon commun
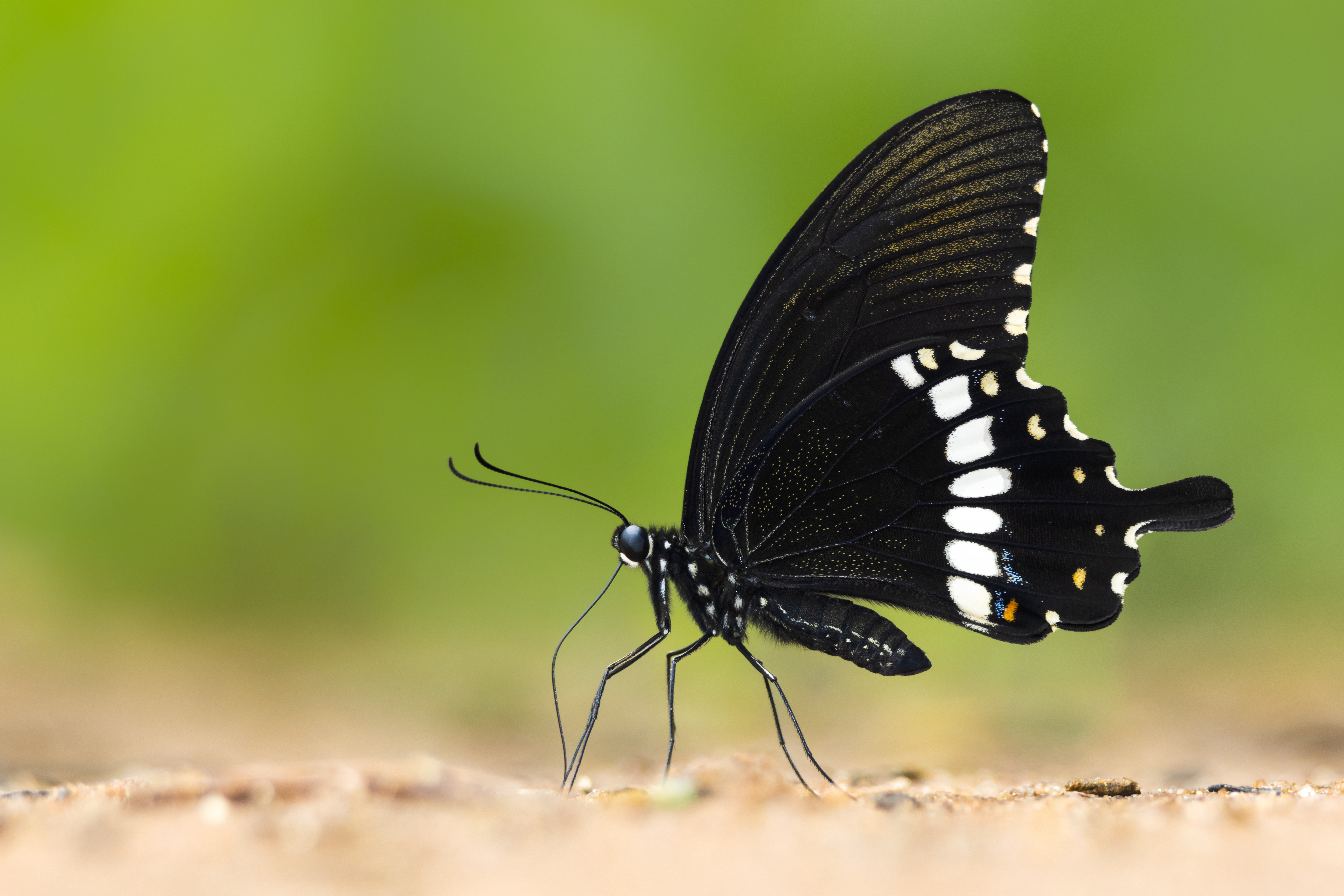
Mâle
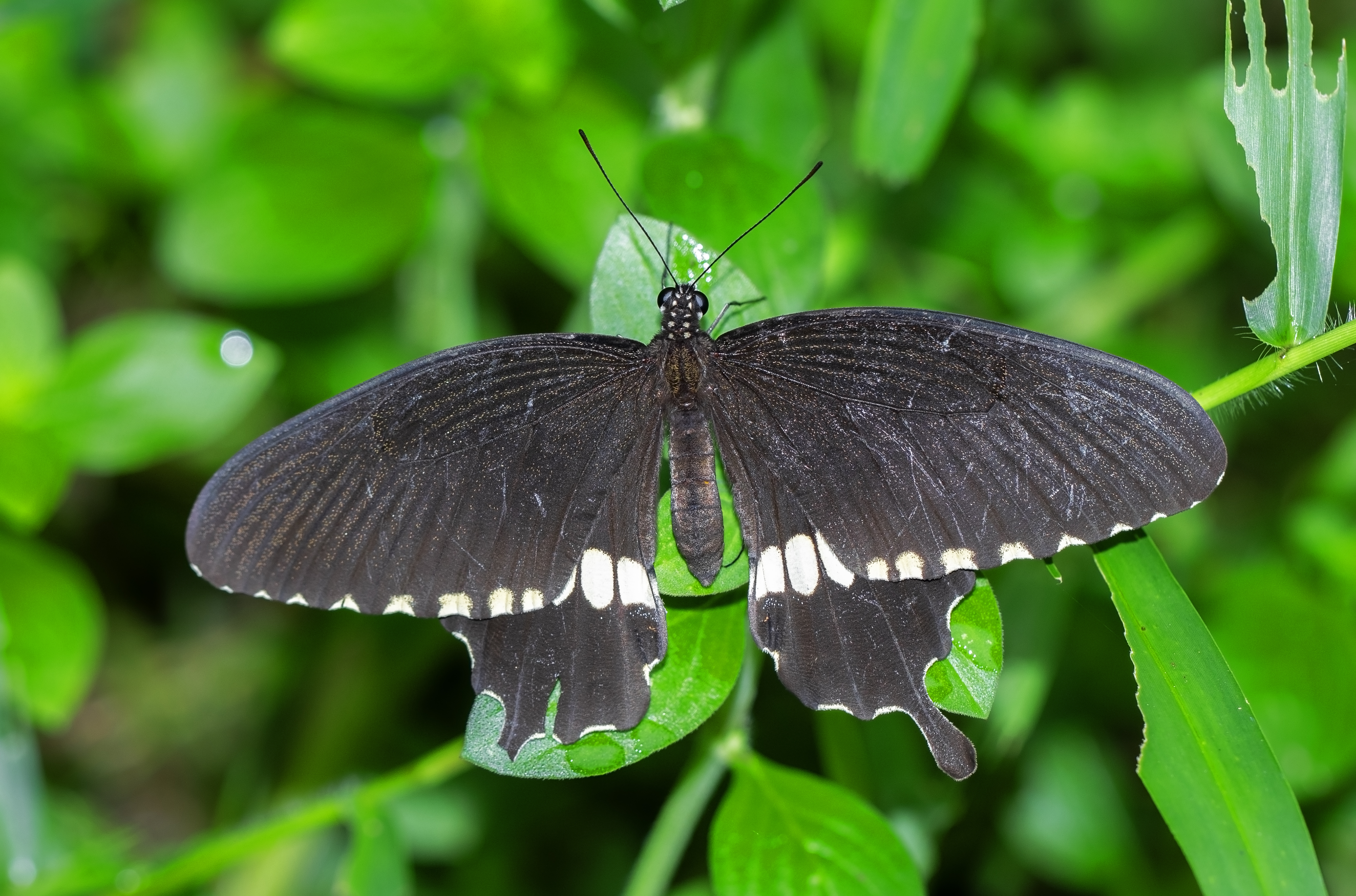
Mâle
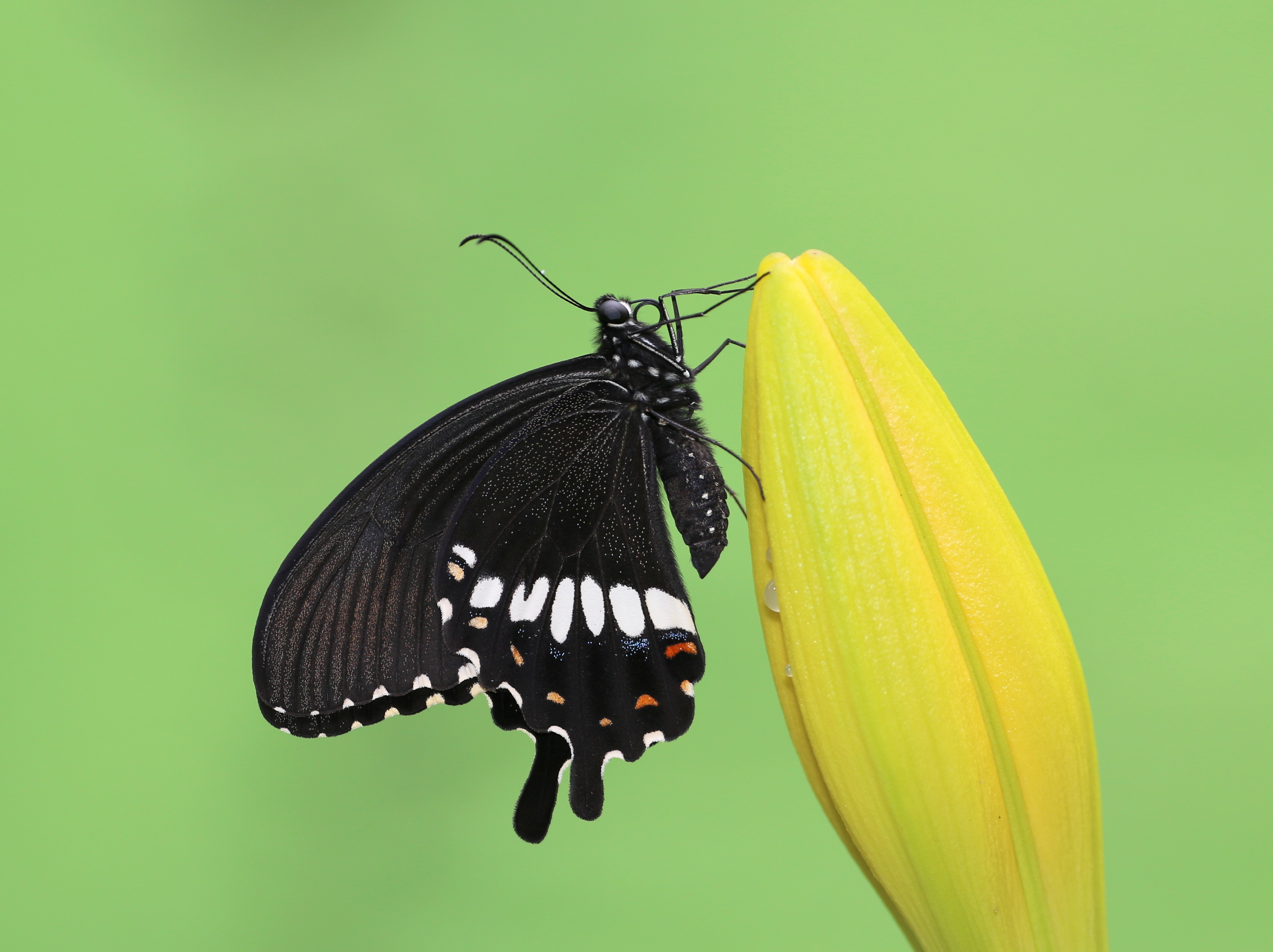
Femelle
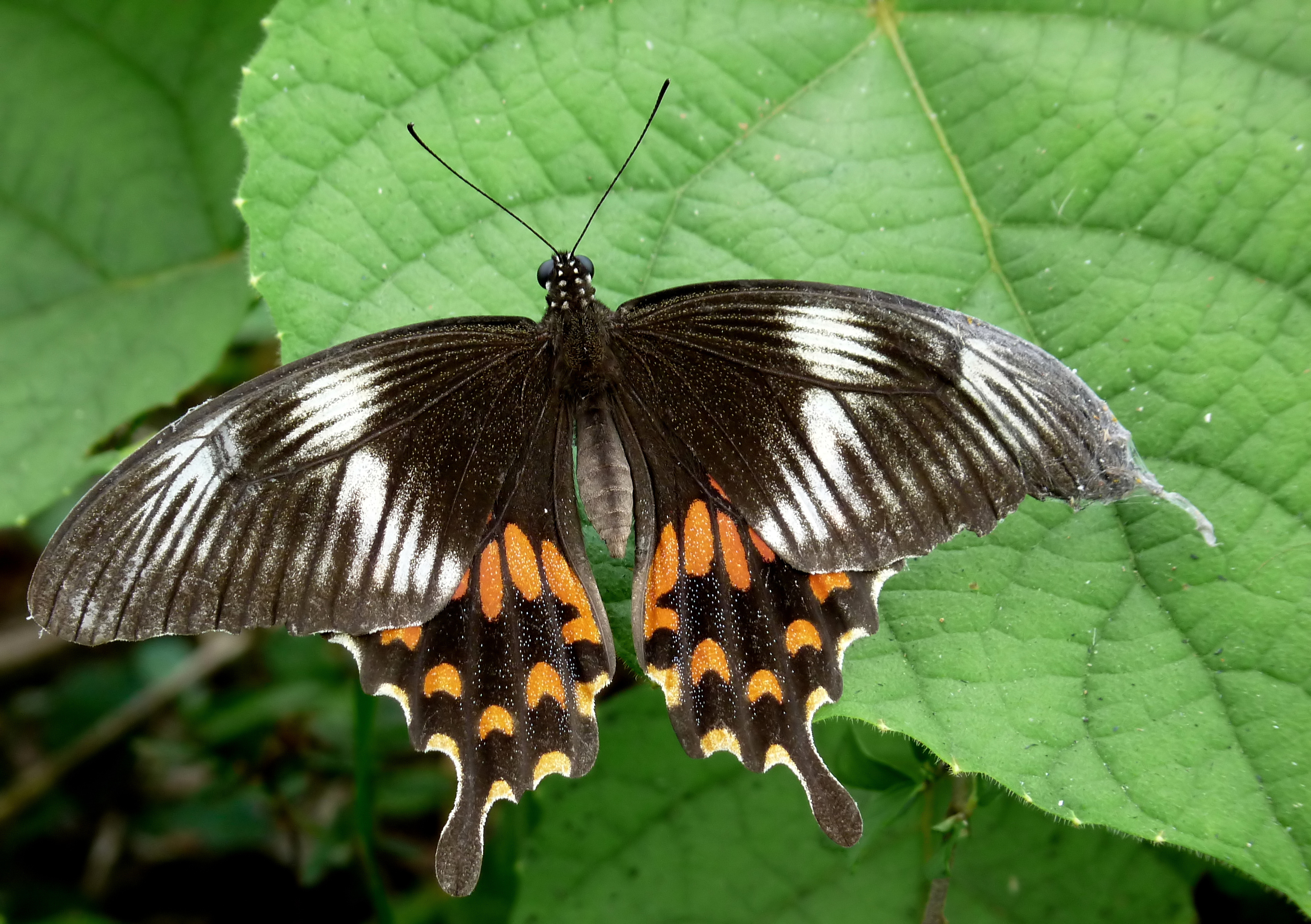
Femelle

### Chenille

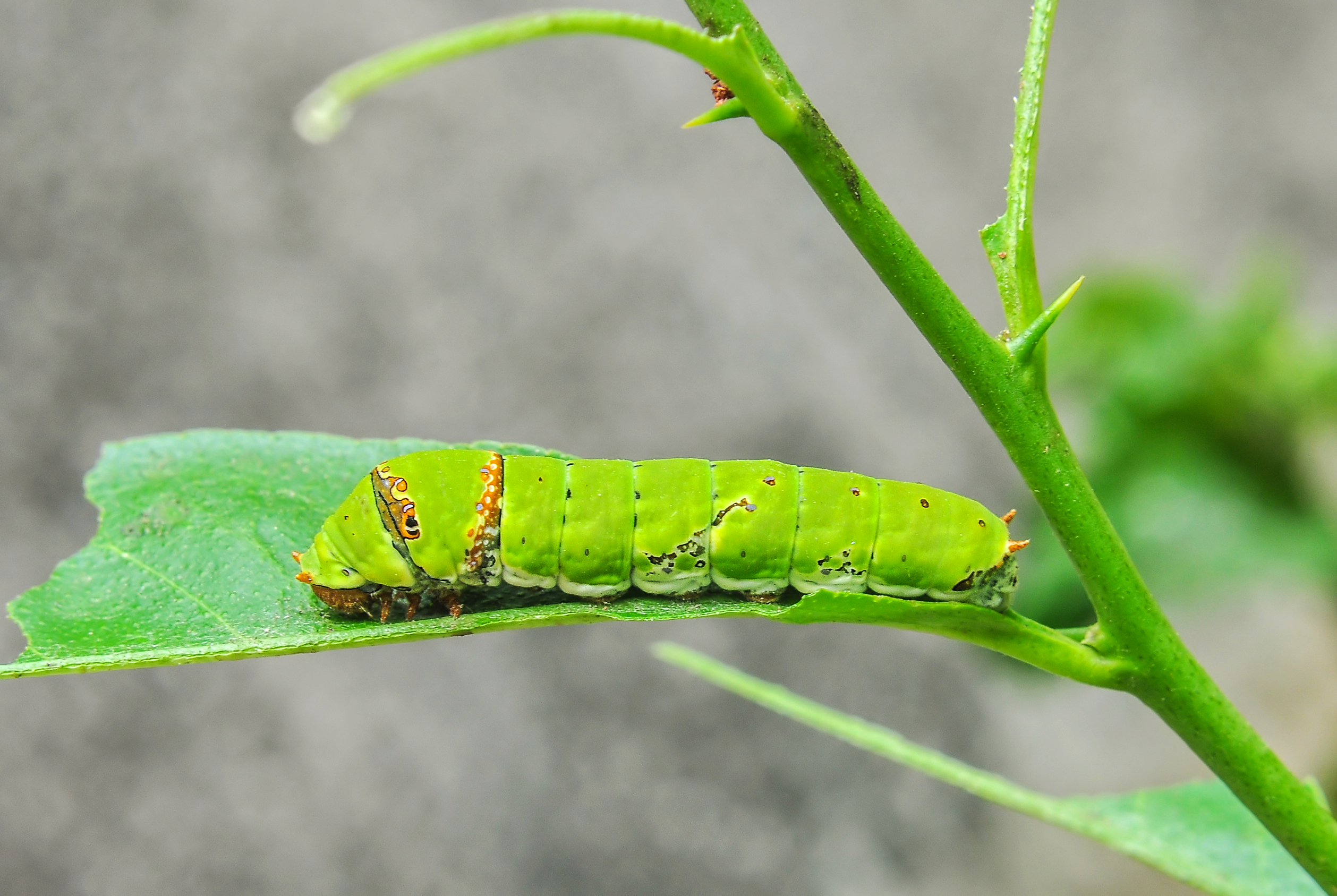
Chenille de Papilio polytes.

La chenille d'abord brune et blanche durant les premiers stades, mimant une fiente d'oiseau, elle devient ensuite globalement verte.

## Biologie
Le Mormon commun vole toute l'année. C'est un animal diurne.

### Plantes hôtes
Les plantes hôtes de sa chenille sont multiples :  des Citrus cultivés, notamment l'oranger et le citronnier et des plantes autochtones Aegle, Atalantia, Euodia, Clausena dont Clausena lansium, Fortunella dont Fortunella japonica, Glycosmis dont Glycosmis citricola, Micromelum, Murraya, Paramignya, Poncirus, Toddalia dont Toddalia asiatica, Triphasia (Triphasia trifoliata ...), Zanthoxylum dont Zanthoxylum avicennae et Zanthoxylum nitidum.

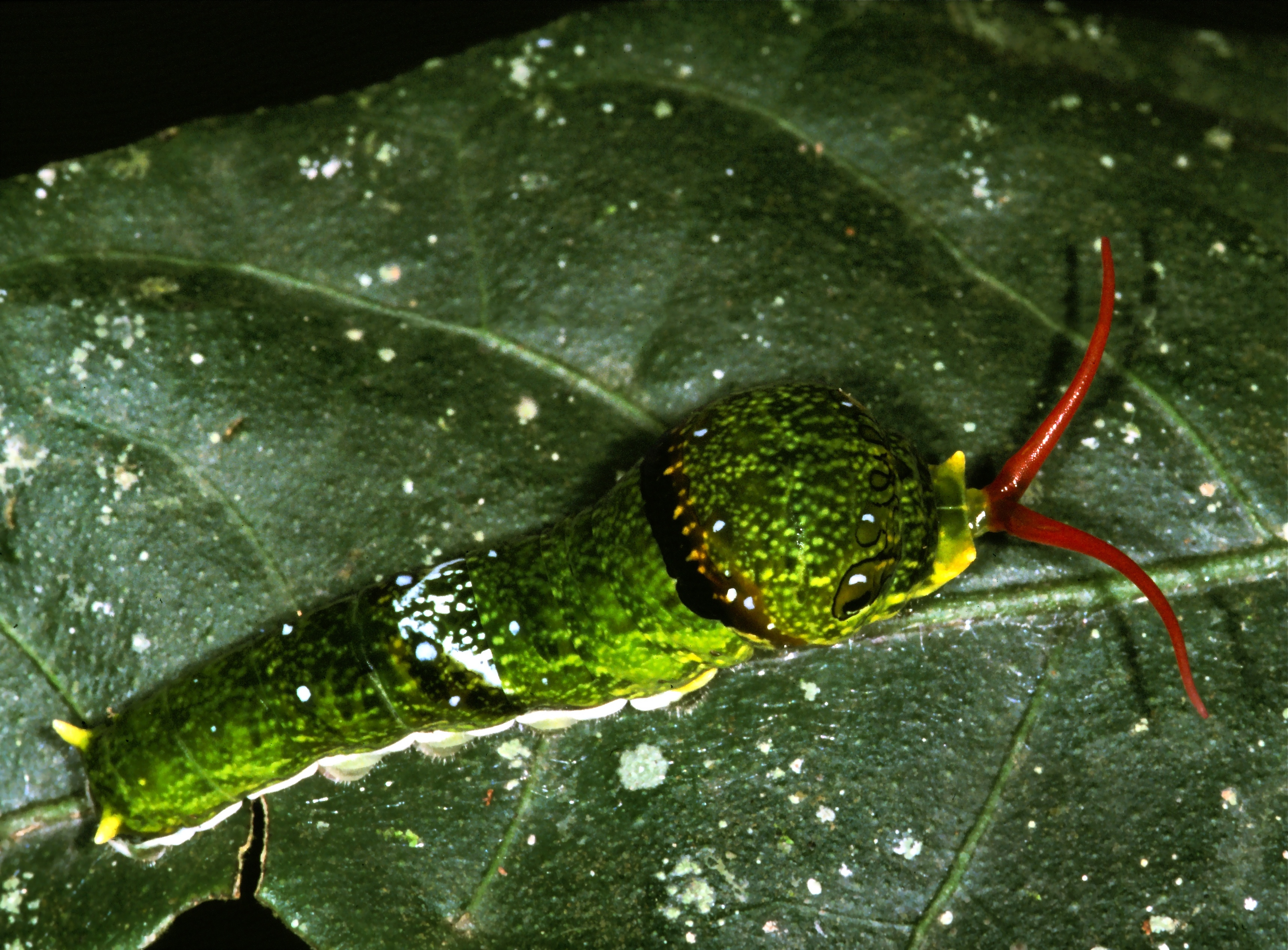
Chenille, parc national de Khao Yai, Thaïlande
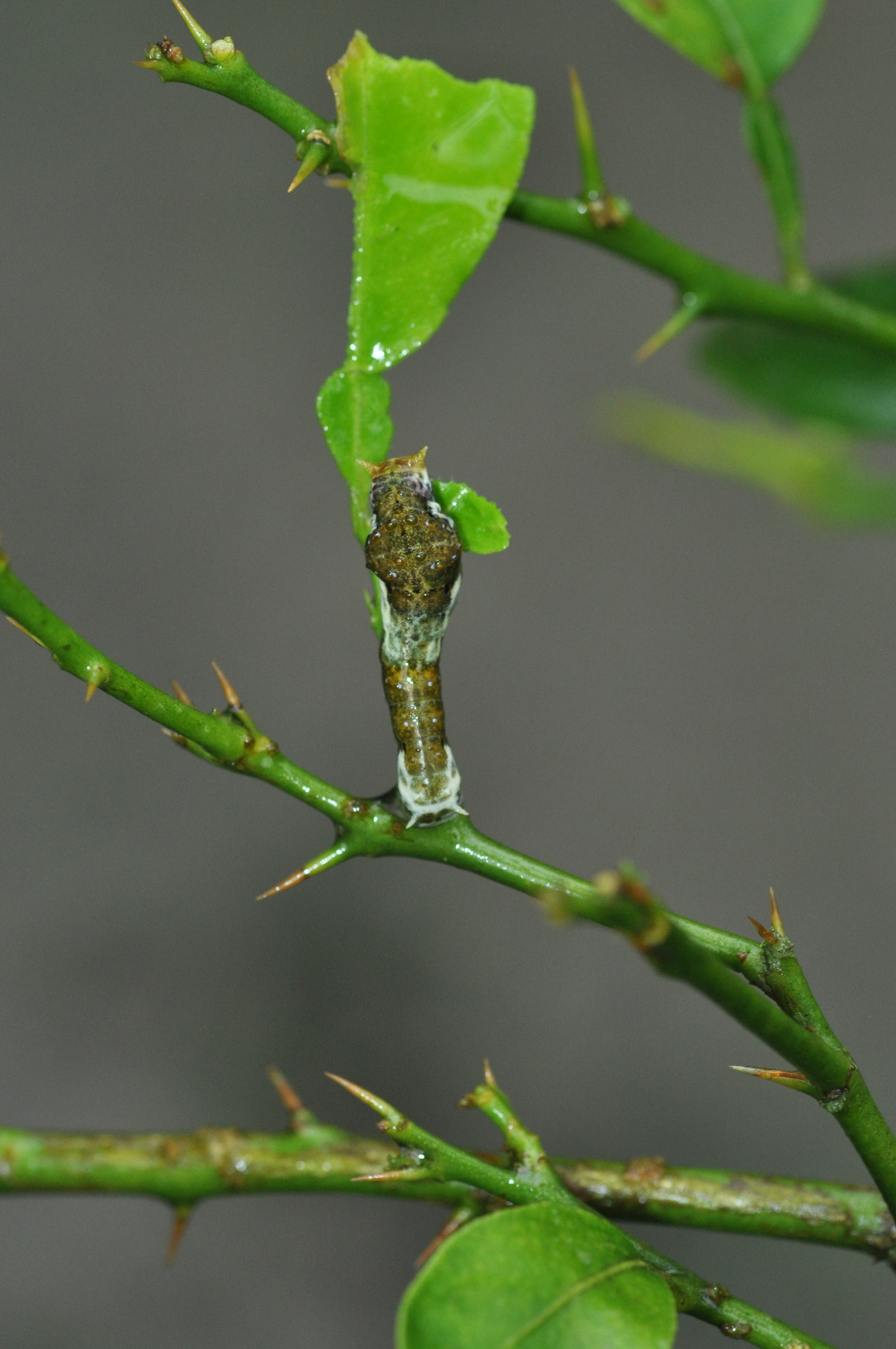
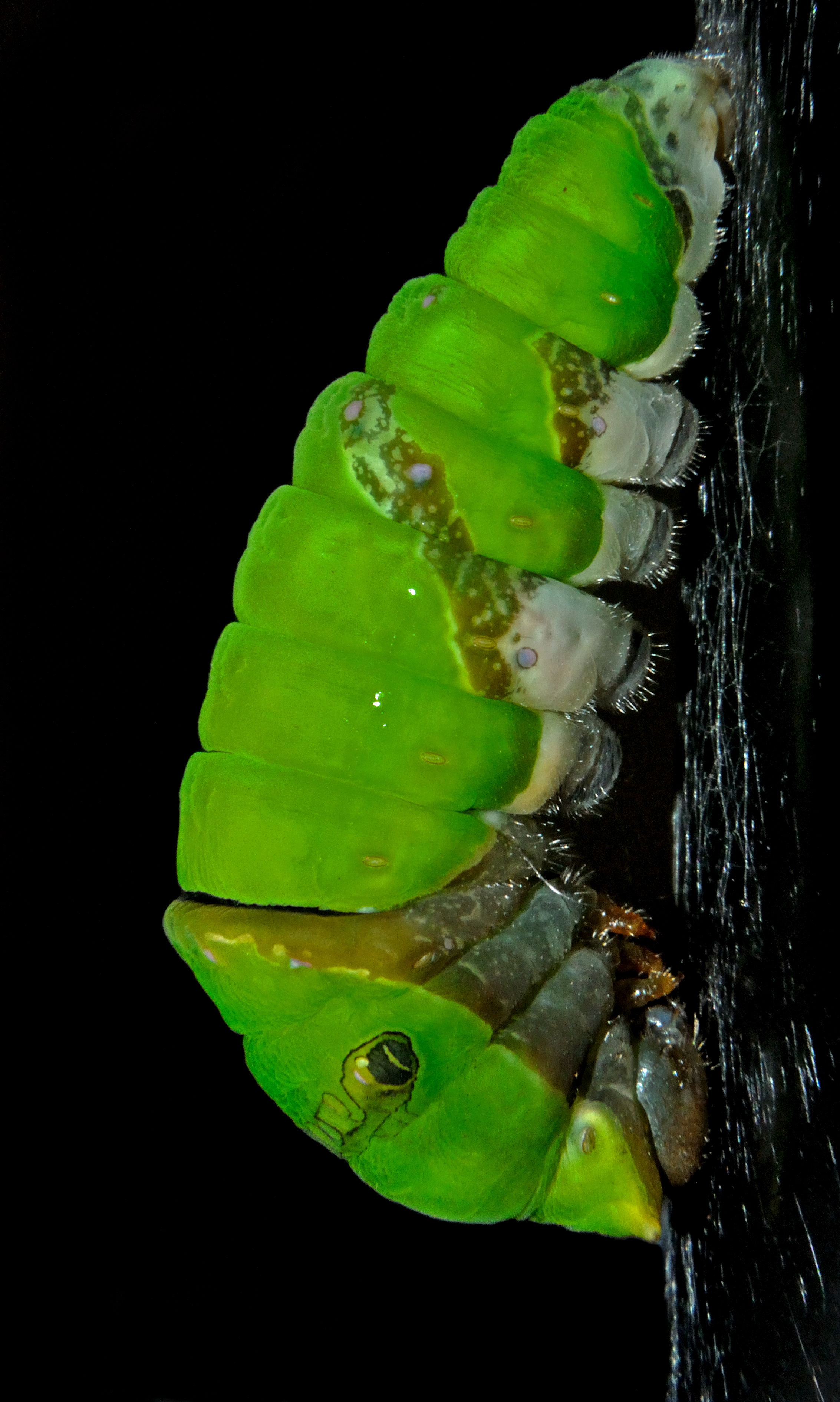
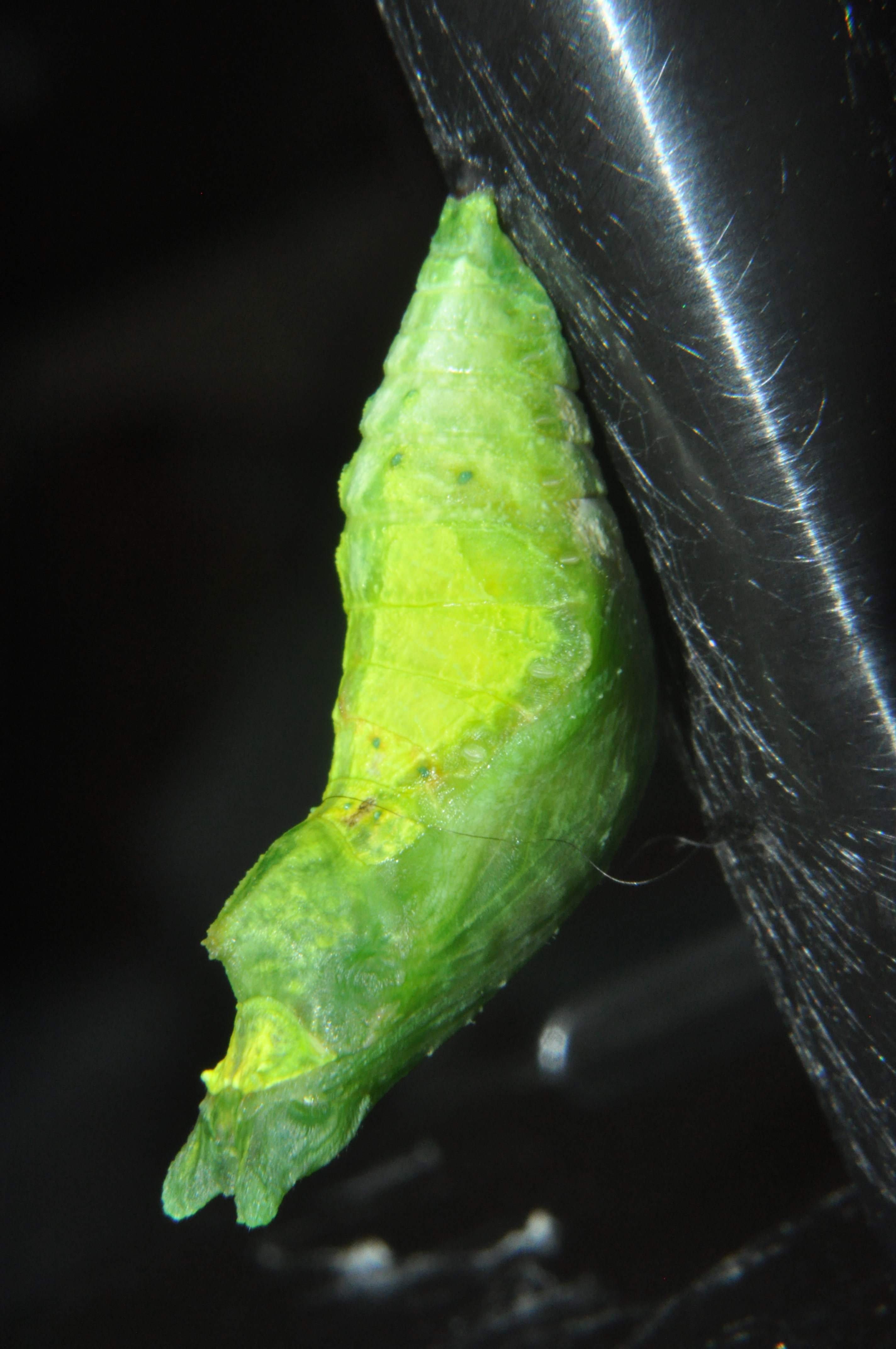
Chrysalide

## Écologie et distribution
Le Mormon commun est présent dans le sud de l'Asie, en Birmanie, Thaïlande, Cambodge, Viet-Nam, au Sri Lanka, en Chine, à Taïwan, aux Philippines, au Sulawesi, à Sumatra, à Java et à Bornéo. Il vit dans les forêts tropicales humides, les zones agricoles et les plaines, les jardins de banlieues et même au cœur des grandes villes.

### Protection
Pas de statut de protection particulier.

## Source
- (en) Cet article est partiellement ou en totalité issu de l’article de Wikipédia en anglais intitulé « Papilio polytes » (voir la liste des auteurs).